# Château d'Isoré
Le château d'Isoré est situé à Beaumont-en-Véron (France). 

## Situation
Le château d'Isoré est situé sur la commune de Beaumont-en-Véron, dans le département d'Indre-et-Loire, en région Centre-Val de Loire, à 10 minutes de Chinon.

## Description
Le château d'Isoré est construit dans un beau parc, avec terrasse. À proximité du vignoble du clos d'Isoré au cœur de la vallée de la Loire.

## Historique
Le premier propriétaire du château était Jean d'Armagnac en 1581 et cette famille l'est restée jusqu'en 1714. Il fut remanié aux XVIIe et XVIIIe siècles.
Pendant la Première Guerre mondiale le château a été réquisitionné par l'Armée française, les inscriptions sur les portes au 2ème étage en témoignent toujours.[réf. souhaitée]